# Lepsény
Lepsény est un village et une commune du comitat de Fejér, dans le district d'Enying, en Hongrie.